# Đội tuyển bóng đá bãi biển quốc gia Lào
Đội tuyển bóng đá bãi biển quốc gia Lào đại diện  Lào tham dự các giải thi đấu bóng đá bãi biển quốc tế và được điều hành bởi Liên đoàn bóng đá Lào, cơ quan quản lý bóng đá ở Lào.

## Đội hình hiện tại
Ghi chú: Quốc kỳ chỉ đội tuyển quốc gia được xác định rõ trong điều lệ tư cách FIFA. Các cầu thủ có thể giữ hơn một quốc tịch ngoài FIFA.
| Số | VT | Quốc gia | Cầu thủ                   |
| -- | -- | -------- | ------------------------- |
| 1  | TM |          | Phonepaserth Vongsipasong |
| 2  |    |          | Souvanpheng Phanthavong   |
| 3  |    |          | Khamala Xayalath          |
| 4  |    |          | Soukakhone Bountathip     |
| 5  |    |          | Phouthone Innalay         |
| 6  |    |          | Phayanh Louanglath        |

| Số | VT | Quốc gia | Cầu thủ                 |
| -- | -- | -------- | ----------------------- |
| 7  |    |          | Khitsakhone Champathong |
| 8  |    |          | Thinnakone Vongsa       |
| 9  |    |          | Phitack Kongmathilath   |
| 10 |    |          | Chiu Nonmany            |
| 11 |    |          | Tona Bounmalay          |
| 12 |    |          | Tu Mouakong Thao        |

## Thành tích

### Giải vô địch bóng đá bãi biển Đông Nam Á
| Năm                             | Vòng        | Vt  | St | T | T h.p./pso | B | BT | BB | HS |
| ------------------------------- | ----------- | --- | -- | - | ---------- | - | -- | -- | -- |
| Kuantan, Pahang, Malaysia. 2014 | Hạng tư     | 4   | 5  | 3 | 0          | 2 | 17 | 15 | +2 |
| 2018                            |             |     |    |   |            |   |    |    |    |
| Tổng cộng                       | 0 danh hiệu | 1/1 | 8  | 5 | 0          | 4 | 33 | 24 | +9 |

### Giải vô địch bóng đá bãi biển châu Á
| Năm                | Vòng          | Vt            | St            | T             | T h.p./pso    | B             | BT            | BB            | HS            |
| ------------------ | ------------- | ------------- | ------------- | ------------- | ------------- | ------------- | ------------- | ------------- | ------------- |
| Dubai, UAE. 2006   | Không tham dự | Không tham dự | Không tham dự | Không tham dự | Không tham dự | Không tham dự | Không tham dự | Không tham dự | Không tham dự |
| Dubai, UAE. 2007   | Không tham dự | Không tham dự | Không tham dự | Không tham dự | Không tham dự | Không tham dự | Không tham dự | Không tham dự | Không tham dự |
| Dubai, UAE. 2008   | Không tham dự | Không tham dự | Không tham dự | Không tham dự | Không tham dự | Không tham dự | Không tham dự | Không tham dự | Không tham dự |
| Dubai, UAE. 2009   | Không tham dự | Không tham dự | Không tham dự | Không tham dự | Không tham dự | Không tham dự | Không tham dự | Không tham dự | Không tham dự |
| Muscat, Oman. 2011 | Không tham dự | Không tham dự | Không tham dự | Không tham dự | Không tham dự | Không tham dự | Không tham dự | Không tham dự | Không tham dự |
| Doha, Qatar. 2013  | Không tham dự | Không tham dự | Không tham dự | Không tham dự | Không tham dự | Không tham dự | Không tham dự | Không tham dự | Không tham dự |
| Doha, Qatar. 2015  | Vòng bảng     | 11            | 3             | 1             | 0             | 2             | 11            | 21            | -10           |
| Dubai, UAE. 2017   | Không tham dự | Không tham dự | Không tham dự | Không tham dự | Không tham dự | Không tham dự | Không tham dự | Không tham dự | Không tham dự |
| Tổng cộng          | 0 danh hiệu   | 1/7           | 3             | 1             | 0             | 2             | 11            | 21            | -10           |